# Aeropista Palo Blanco
El Aeródromo Palo Blanco (Código OACI: MX64 - Código DGAC: ENW) es un pequeño aeropuerto ubicado al sur de La Purísima, Baja California Sur y es operado por el Ejido de La Purísima. Cuenta con una pista de aterrizaje de 1,084 metros de largo y 50 metros de ancho, así como un área destinada al aparcamiento de aeronaves. Actualmente solo se usa con propósitos de aviación general.